# كلوديا إل. غوردون
كلوديا إل. غوردون (بالإنجليزية: Claudia L. Gordon)‏ هي محامية أمريكية، ولدت في القرن العشرين في جامايكا.